# Prepona dexamenus
Espèce
Prepona dexamenus est une espèce d'insectes lépidoptères (papillons) de la famille des Nymphalidae, de la sous-famille des Charaxinae et du genre Prepona.

## Dénomination
Prepona dexamenus a été décrit par Carl Heinrich Hopffer, en 1874.

### Noms vernaculaires
Prepona dexamenus se nomme Least Prepona en anglais.

### Sous-espèces
- Prepona dexamenus dexamenus ; présent au Surinam, en Guyane, au Pérou, et au Brésil
- Prepona dexamenus leuctra Fruhstorfer, 1904 ; présent au Brésil
- Prepona dexamenus medinai Beutelspacher, 1981 ; présent au Mexique[1].

## Description
Prepona dexamenus est un grand papillon à face dorsale bleue bleu-vert métallisé très largement bordée de noir sur le bord costal et le bord externe des ailes antérieures laissant une plage triangulaire bleu-vert métallisé et aux ailes postérieures laissant une plage centrale.

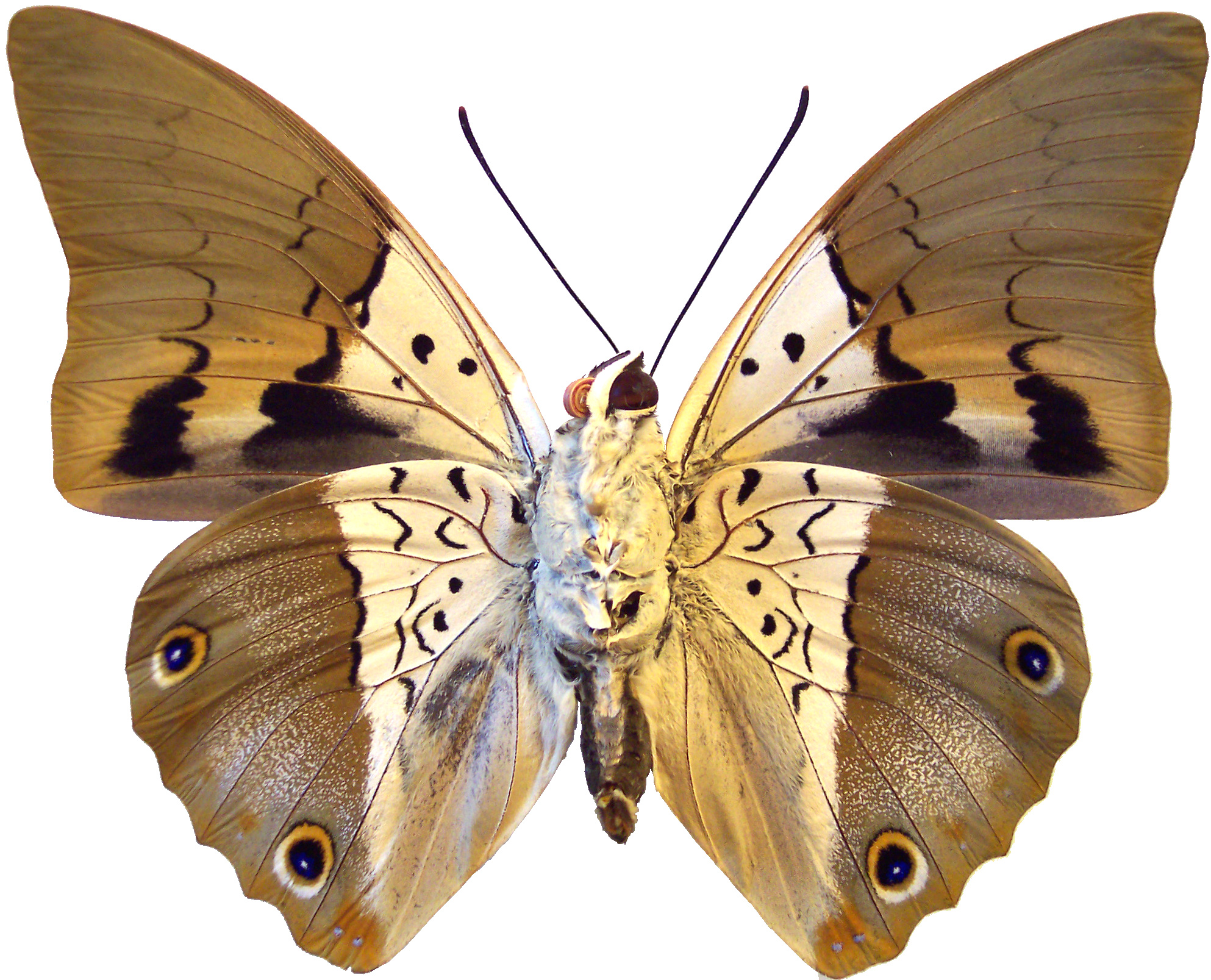
Mâle de « Satipo », Pérou, face ventrale.

Le revers est beige et marron avec une partie basale beige et une partie distale marron ornée aux ailes postérieures de deux ocelles noirs pupillés de bleu, l'un proche de l'angle anal, l'autre proche de l'apex.

## Écologie et distribution
Prepona dexamenus est présent en Amérique Centrale et dans tout le nord de l'Amérique du Sud, dont au Mexique, à Panama, en Équateur, au Surinam, en Guyane, au Pérou, et au Brésil,.

### Protection
Pas de statut de protection particulier.